# Tacherting
Tacherting ist eine Gemeinde und ein Dorf im oberbayerischen Landkreis Traunstein.

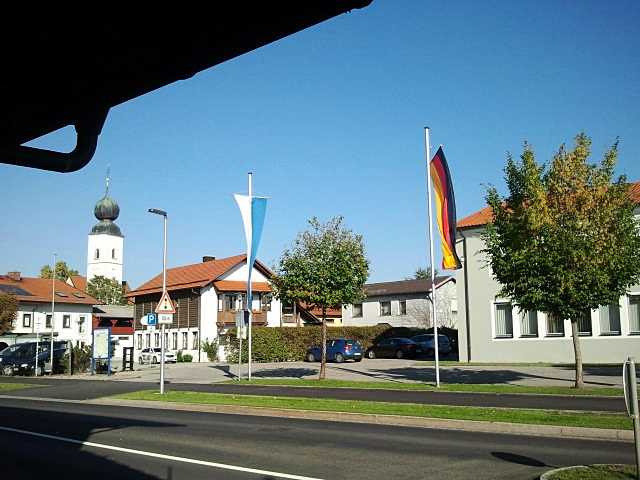
Ortszentrum Tacherting mit Kirche links und Rathaus (grau)

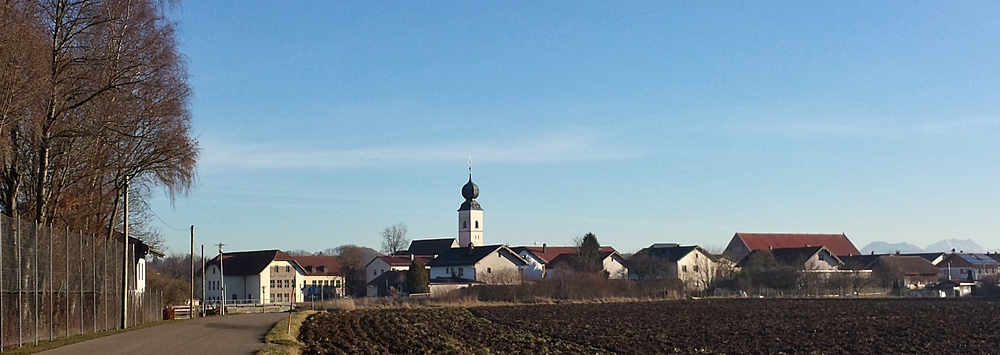
Tacherting Dorfmitte vom Sportplatz gesehen

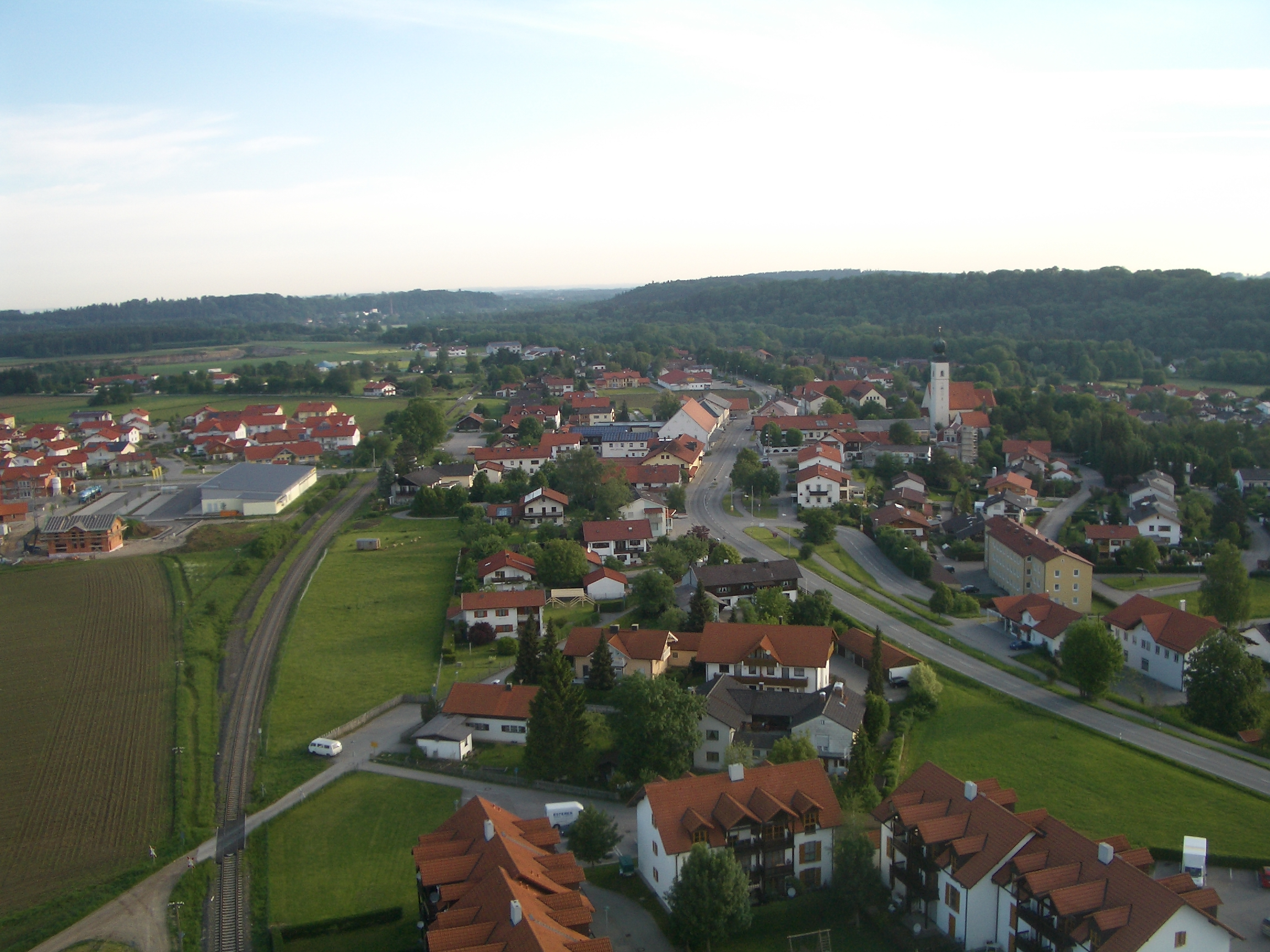
Tacherting aus südlicher Richtung, die B299, sowie die Lage im Alztal gut erkennbar

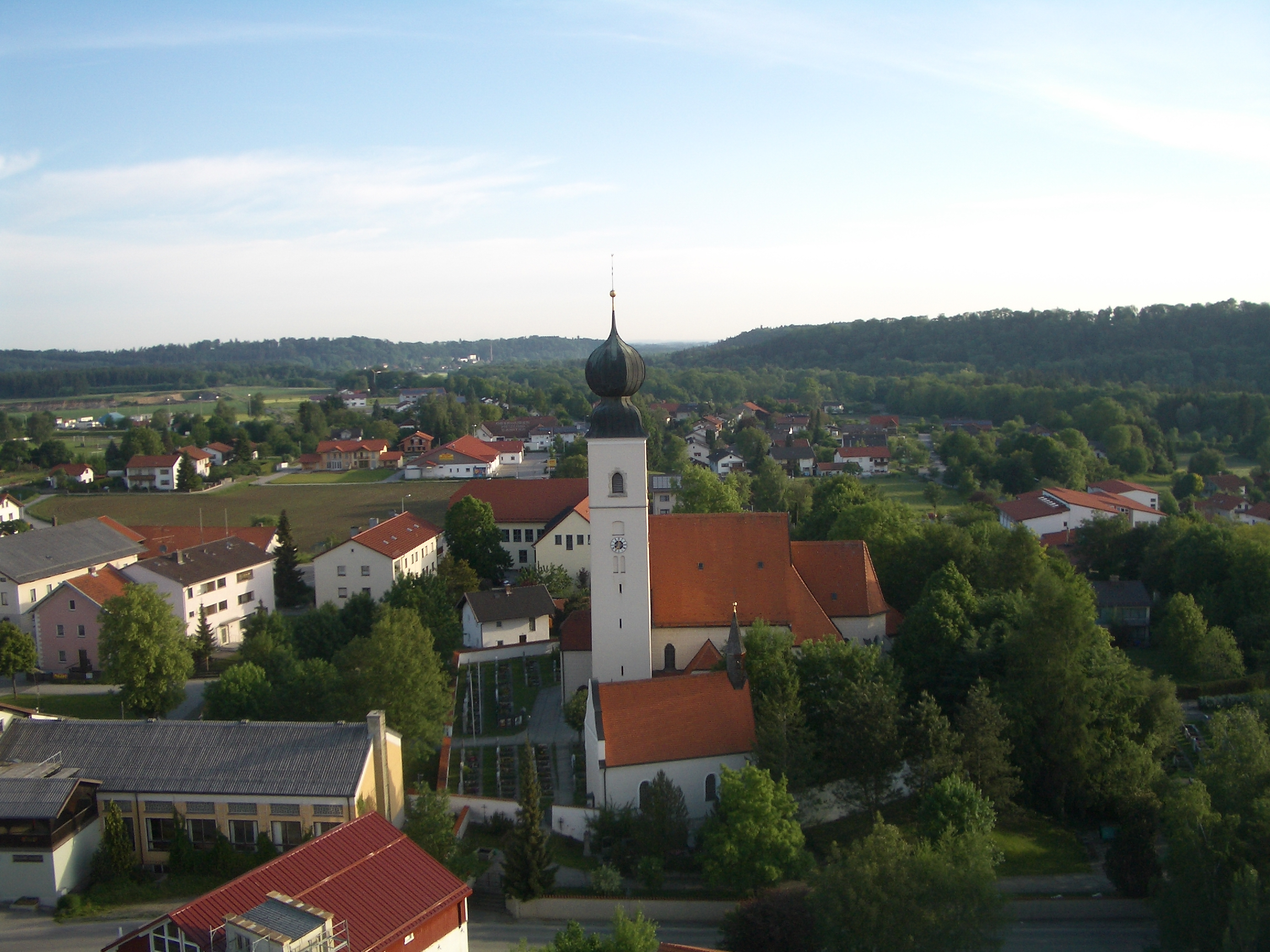
Pfarrkirche „Zu unserer lieben Frau“ in der Ortsmitte

## Geografie

### Geografische Lage
Die Gemeinde liegt im nördlichen Landkreis Traunstein, etwa 85 km östlich der Landeshauptstadt München. Gute 60 km südöstlich befindet sich das österreichische Salzburg. Zur Kreisstadt Traunstein sind es 28 km. Die Gemeinde befindet sich im Alpenvorland in der Planungsregion Südostoberbayern. Die Höhenlage der größeren Gemeindeteile ist durch räumliche Gegebenheiten relativ unterschiedlich verteilt: Die Gemeindeteile Emertsham (528 m ü. NHN) und Peterskirchen (510 m ü. NHN) liegen deutlich höher als der größte Gemeindeteil Tacherting selbst, der sich durch seine Lage im Alztal nur auf rund 473 m ü. NHN befindet.
Der Osten des Gemeindegebietes wird von der Alz durchflossen, dem einzigen Abfluss des Chiemsees, welcher sich selbst etwa 20 km entfernt befindet. Durch die Nähe zur Alz kommt es des Öfteren zu Hochwasser und einem damit verbundenen Anstieg des Grundwasserspiegels. Bestes Beispiel ist das Hochwasser in Mitteleuropa 2013.

### Flächennutzung
Die Gesamtfläche der Gemeinde beträgt 5024 ha, davon sind 3575 ha (71,1 %) Landwirtschaftsfläche, 928 ha (18,5 %) Waldfläche, 455 ha (9,1 %) Siedlungs- und Verkehrsfläche.

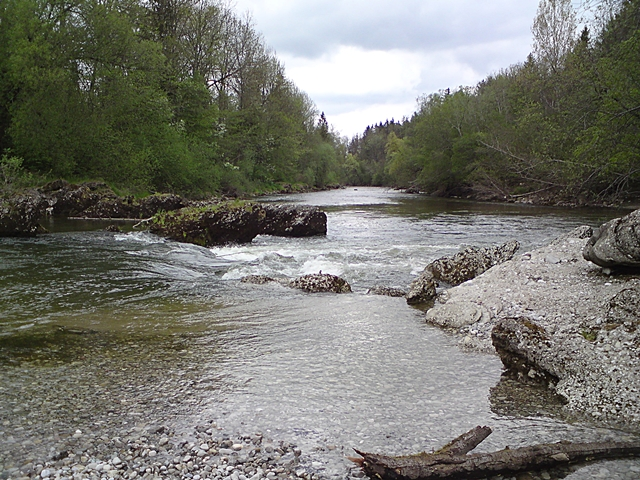
Alz nahe dem Klärwerk Tacherting
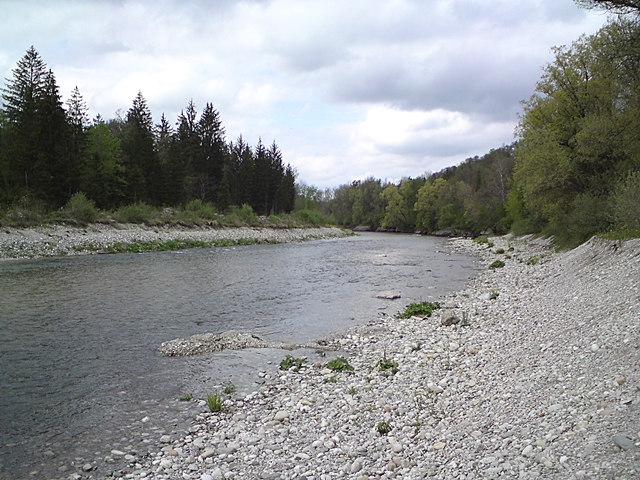
Alz hinter dem Wehr in Tacherting
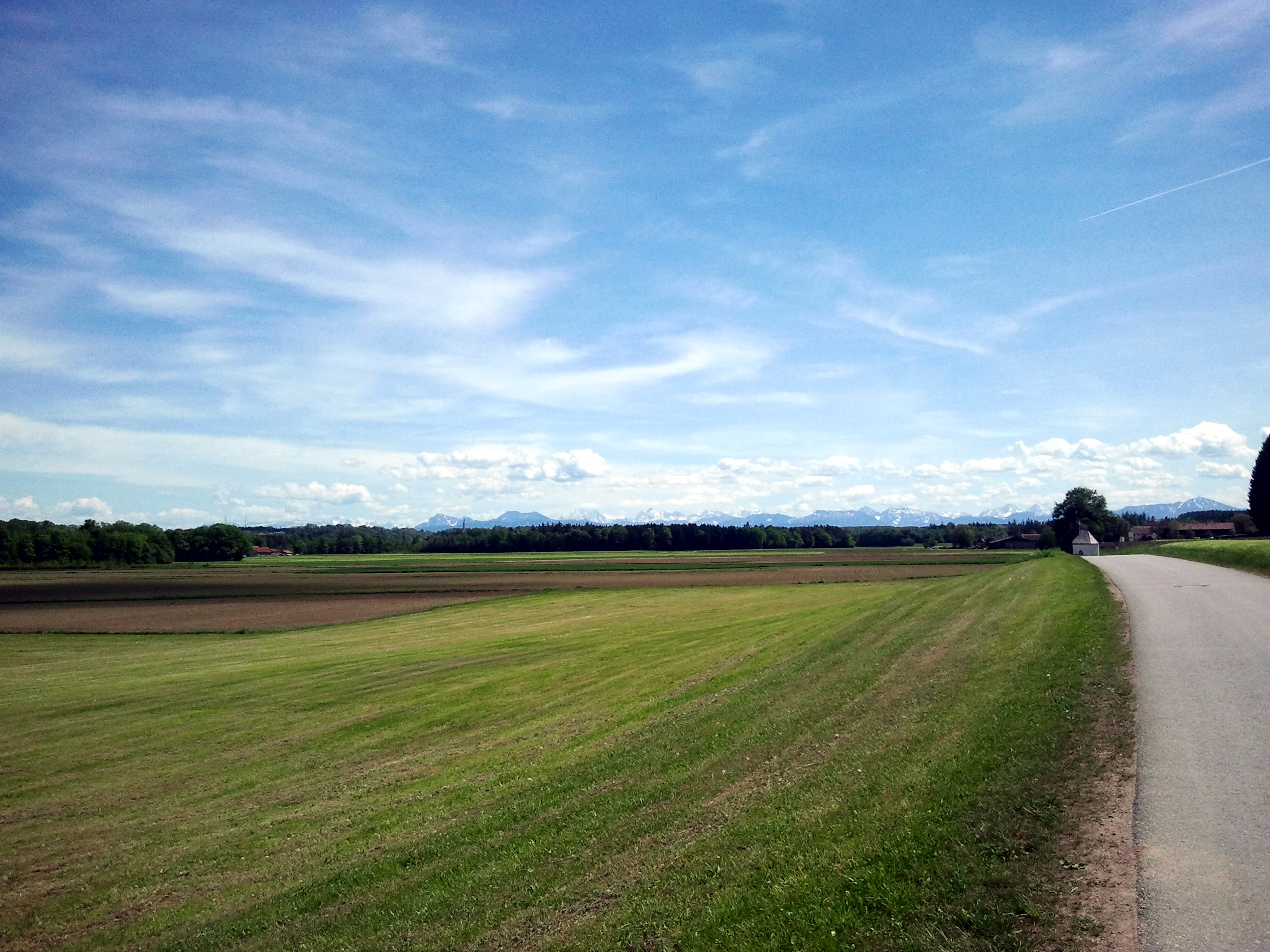
Blick von Tacherting auf die Chiemgauer Alpen

### Nachbargemeinden
An die Gemeinde grenzen im Norden die Gemeinden Taufkirchen (Landkreis Mühldorf am Inn) und Engelsberg, im Osten Feichten a.d.Alz (Landkreis Altötting), im Süden Trostberg, im Südwesten Kienberg und im Westen Schnaitsee.

### Gemeindegliederung
Es gibt 108 Gemeindeteile, die sich auf die drei Gemarkungen Tacherting (Osten), Emertsham (Zentrum) und Peterskirchen (Westen) verteilen:
| Gemarkung Tacherting | Gemarkung Emertsham | Gemarkung Peterskirchen |
| --- | --- | --- |
| - Tacherting - Aichmühle - Außerperl - Brandstätt - Degernfeld - Eberting - Fern - Flecking - Förgenthal - Galgenpoint - Haselreit - Heimhilgen - Hochholzen - Hochreit - Hütting - Laab - Lengloh - Lohen - Mitterfelden - Mittermühle - Mussenmühle - Neuschalchen - Oberbrunnham - Otzen - Pinzgau - Reit - Schalchen - Schermühle - Schörging - Straß - Unterbrunnham - Wajon | - Emertsham - Altenham - Arfling - Attenberg - Au - Berg - Buch - Buchöster - Fellern - Gerading - Goldberg - Haitzing - Hirschham - Hof - Holzhäusl - Hörzing - Kirchstätt - Leiten - Maierstetten - Mussen - Neudeck - Niederhausen - Pfarrhof - Ponthal - Reicherting - Ruppling - Schönlinden - Schweinberg - Siegharting - Spreit - Urthal - Wartmoning - Watzing - Weisthum - Wies - Willading - Witzmoning - Wolfanger - Wolfhausen | - Peterskirchen - Aigner - Arbeiter - Attenhub - Brandstätter - Eck - Fuchsreit - Guttenhof - Handler - Harrer - Höhenmark - Holzen - Holzenhilgen - Kainau - Kirschner - Kitzler - Klugham - Lehen - Liebharten - Lufersöd - Machesöd - Maierlreith - Moos - Mörn - Mühlhausen - Reichgrub - Rusch - Schergenhub - Schwoshub - Siegler - Spiegelsberg - Stadler - Vogl - Weg - Werfer - Woishub - Zehnthof - Weingarten? |

Größere Gemeindeteile sind Tacherting, Emertsham, Peterskirchen, Wajon, Reit, Schalchen, Neuschalchen, Degernfeld und Lengloh.

## Geschichte

### Chronik
Das Gebiet rund um den Ortsteil Tacherting ist seit alters her besiedelt – belegt durch Bodenfunde, u. a. Hügelgräber der Jungsteinzeit bzw. der späten Bronzezeit. Ebenfalls konnte die durchgehende Besiedelung während der Römerzeit nachgewiesen werden, als die Gegend zur Provinz Noricum des römischen Weltreichs gehörte. Umfangreiche Ausgrabungen am Anfang des 19. Jahrhunderts belegen diese Abschnitte der Ortsgeschichte.
Im 6. Jahrhundert verfiel das römische Weltreich und es kam zur Einwanderung der Bajuwaren, auf die Orte mit der Endung „-ing“ (Tacherting, Taching, Chieming) hinweisen.
Um 735 datiert die wohl erste Erwähnung von Tacherting als „takahartinka“ in einer Schenkungsurkunde an die Domkirche Passau.
Im Jahr 788 wurde „Tahardinga“ in der Notitia Arnonis als dem Erzbischof Arno von Salzburg gehörende Kirche erwähnt.
Mitte des 13. Jahrhunderts wurde die Alz als Grenze zwischen dem Herzogtum Bayern und dem Erzbistum Salzburg bestimmt, Tacherting fiel bei Streitigkeiten zwischen den herzöglichen Brüdern Ludwig und Heinrich an Niederbayern.

Altes Luftbild von Tacherting

In der zweiten Hälfte des 15. Jahrhunderts wurde die heutige Pfarrkirche Unserer Lieben Frau in Tacherting erbaut.
Auf dem Reichstag zu Konstanz 1507 ordnete ein kaiserliches Dekret Tacherting Oberbayern zu.
Mit der Regulierung der Alz und dem Bau des ersten Abschnitts des Alzkanals (1908–1910) entstanden Wasserkraftwerke, erste Industrie siedelte sich an.
Im Mai 1945 zog die US-amerikanische Armee ein, Tacherting wurde Lazarett-Gebiet.
In den 1960er Jahren fanden regelmäßige Grasbahnrennen in Tacherting mit bis zu 18.000 Zuschauern statt.
2009 fand in Tacherting die Deutsche Meisterschaft im Bogenschießen statt.

### Religionen
Wie auch im Rest des ländlich geprägten Oberbayern bekennt sich der Großteil der Bevölkerung zur römisch-katholischen Kirche. Laut der Volkszählung von 1987 waren dies 3990 Bürger der Gemeinde. Nur 274 Bürger bekannten sich zum evangelischen Glauben.

### Eingemeindungen
Im Zuge der Gebietsreform in Bayern wurde am 1. Januar 1972 die Gemeinde Emertsham eingegliedert. Am 1. Juli 1972 kam Peterskirchen hinzu. In der Folge finden sich auf dem Gemeindegebiet die drei Gemarkungen Tacherting (1851,19 ha, Osten, entspricht der Gemeindeausdehnung in ihren ursprünglichen Grenzen vor dem 1. Juli 1972), Emertsham (2188,17 ha, Zentrum) und Peterskirchen (984,23 ha, Westen).

### Einwohnerentwicklung
| Jahr      | 1840 | 1900 | 1950 | 1961 | 1970 | 1991 | 1995 | 2000 | 2005 | 2006 | 2007 | 2008 | 2009 | 2010 | 2011 | 2012 | 2013 | 2014 | 2015 | 2016 |
| Einwohner | 1653 | 2143 | 4050 | 3962 | 4516 | 4624 | 5327 | 5507 | 5663 | 5623 | 5574 | 5537 | 5514 | 5480 | 5469 | 5477 | 5486 | 5605 | 5717 | 5761 |

Um dem demografischen Wandel, hier konkret der Landflucht, entgegenzuwirken, hat der Gemeinderat am 26. Januar 2012 die „Richtlinie zur Förderung von Wohnraum und Familien“ beschlossen. Mit diesem Förderprogramm soll der Zuzug neuer Einwohner sowie der Erwerb von Wohneigentum durch die Ortsbevölkerung im Gemeindegebiet gefördert werden. Im Jahr 2013 wurden im Förderprogramm 35.000 Euro abgerufen, für 2014 standen 65.000 Euro zur Verfügung.
Zwischen 1988 und 2018 wuchs die Gemeinde von 4380 auf 5734 um 1354 Einwohner bzw. um 30,9 %.

## Politik

### Gemeinderat
Der Gemeinderat besteht derzeit aus 20 Mitgliedern und dem Ersten Bürgermeister.
Bei den Kommunalwahlen in Bayern 2020 wurden die 20 Sitze im Gemeinderat wie folgt verteilt:
- FW: 10 Sitze (49,07 %)
- CSU/Unabhängige: 6 Sitze (32,52 %)
- SPD: 4 Sitze (18,40 %).

Die Wahlbeteiligung lag bei 59,6 % (2014: 45,7 %)

### Bürgermeister
Vom 21. Oktober 2006 bis 30. April 2020 war Johann Hellmeier Erster Bürgermeister. Durch die Änderung der Wahlgesetzgebung galt seine Wahl vom 23. September 2012 knapp acht Jahre bis zu den allgemeinen Kommunalwahlen 2020. Seit dem Tod von Bürgermeister Josef Breu (1994) waren die Bürgermeisterwahlen in Tacherting nicht mehr im Rhythmus der Gemeinderatswahlen gewesen.
Bei der Wahl 2020 am 15. März 2020 wurde bei insgesamt drei Bewerber mit 71,22 % der Stimmen Werner Disterer (Freie Wähler) als neuer Erster Bürgermeister der Gemeinde gewählt.
- 1956 bis 1966 Ludwig Steffl
- 1966 bis 1994 Josef Breu (CSU)
- 1994 bis 2006: Rudolf Schenkl (SPD)
- 2006 bis 2020: Johann Hellmeier (CSU und Unabhängige)
- seit 2020: Werner Disterer (FW)

### Wappen
| | Blasonierung: „In Blau zwei gekreuzte goldene Halme mit goldenen Ähren; oben ein silbernes Zahnrad, unten eine silberne vorgeschichtliche Urne.“ |
| Wappenbegründung: Die Getreideähren und das Zahnrad sind heraldische Symbole für Landwirtschaft und Industrie und weisen auf die Bedeutung dieser zwei Wirtschaftsbereiche im Gemeindegebiet hin. Die vorgeschichtliche Urne symbolisiert die prähistorischen und römerzeitlichen Bodenfunde im Raum Tacherting und unterstreicht die Tatsache, dass die Gegend bereits seit der Bronzezeit besiedelt ist. Darauf deuten die Grabhügel bei Unterbrunnham hin. Eine bedeutende Römersiedlung befand sich in Lohen bei Tacherting. Seit dem 8. Jahrhundert ist Tacherting in schriftlichen Quellen nachweisbar. Der Entwurf des Gemeindewappens erfolgte durch den damaligen Garchinger Ortsheimatpfleger Dirscherl. Nach Beschluss durch den Gemeinderat genehmigte die Regierung von Oberbayern am 8. Februar 1960 den Entwurf; seither führt die Gemeinde Tacherting ihr eigenes Wappen. | |

Gemeindefahne: Die Gemeindefahne (weiß, gelb, blau mit Gemeindewappen) entstammt der Idee des Ehrenbürgers Urbanek; seit 1967 führt die Gemeinde Tacherting diese eigene Fahne.

## Kultur und Sehenswürdigkeiten
Tacherting liegt im Alztal, das sich in diesem Bereich oft noch im naturnahen Zustand befindet. Die Tachertinger Pfarrkirche heißt: „Zu unserer Lieben Frau“. In der Ortsmitte von Tacherting befindet sich der unter Denkmalschutz stehende Salzstadel. In der näheren Umgebung finden sich bedeutende Ausflugsziele wie etwa der Chiemsee, oder die längste Burg der Welt in Burghausen. Die Chiemgauer Alpen, sowie bekannte Wintersportorte wie Ruhpolding oder Inzell sind in ca. 45 Minuten erreichbar.

### Museen
Im Gemeindeteil Brandstätt befindet sich das von privater Hand geführte Chiemgauer Schulmuseum.
Das Heimatmuseum befindet sich in der Grundschule in Tacherting.
Im Keller der Grundschule findet man die Räume des Heimatvereins Tacherting mit Funden aus 4000 Jahren Ortsgeschichte. Seit Neuestem wird dort auch die Bilderausstellung „3000 Jahre Ortsgeschichte Tacherting“ ausgestellt.

### Sport
Tacherting kann auf eine lange sportliche Vergangenheit zurückblicken. In den 1950er Jahren war Tacherting berühmt für seine Grasbahnrennen. Die Tachertinger Rennbahn galt als eine der schnellsten Deutschlands zur damaligen Zeit. Bis zu 18.000 Zuschauer ließen sich dieses Spektakel nicht entgehen, in einem Ort, der selbst nur ca. 4000 Einwohner hatte. 1959 endeten diese Grasbahnrennen aufgrund von Grundstücksverkäufen.
Heute tragen vor allem die Sportvereine zu einem abwechslungsreichen Gemeindeleben bei.
SV Linde Tacherting
SV Linde Tacherting wurde 1949 als SV Tacherting gegründet. 1969 wurde der Vereinsname in SV Linde Tacherting geändert. Zurzeit bestehen 10 Abteilungen mit über 1100 Mitgliedern. Es gibt Abteilungen für: Fußball, Leichtathletik, Ski, Stockschießen, Seniorensport, Tennis, Tischtennis, Turnen, Tae Kwon Do und Volleyball.
Das neue Vereinsheim des SV Linde Tacherting wurde am 19. August 2008 nach einer Bauzeit von 1 ½ Jahren eingeweiht. Im Herbst 2013 wurde die neue 2,5-fach-Turnhalle der Gemeinde Tacherting offiziell ihrer Bestimmung übergeben.
TSV Peterskirchen

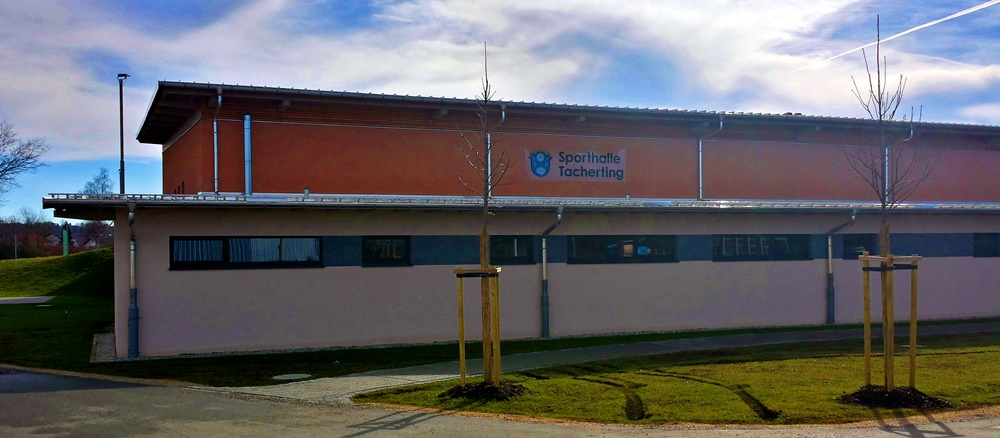
Im Herbst 2013 eröffnete neue 2,5-fach-Turnhalle der Gemeinde Tacherting

Der TSV Peterskirchen wurde 1967 gegründet. 1990 Bau der Tennisanlage. Die A-Fußballmannschaft der Herren spielt in der Bezirksliga Oberbayern Ost.
FSG Tacherting (Feuerschützengesellschaft Tacherting)
Schützenverein, Bogensport, Luftgewehr, Luftpistole…
Deutscher Mannschaftsmeister – 1. Bundesliga Bogenschießen 2002, 2004 und 2008 – im Bogenschießen

### Regelmäßige Veranstaltungen
Bis in die 2000er-Jahre wurde von der Freiwilligen Feuerwehr Tacherting zur Faschingszeit der Faschingsball im Gasthaus zur Post veranstaltet, der aber mittlerweile nicht mehr angeboten wird. Stattdessen werden Events wie z. B. das jährliche Familienfest zum Vatertag veranstaltet. 
Der Motorsportclub initiiert jährlich einen Adventsmarkt, der auch von ortsansässigen Vereinen und Geschäften mit gestaltet wird. Musikalische Beiträge werden von der Musikschule Emertsham, dem Musikverein Feichten oder anderen Gruppen dargeboten.

## Wirtschaft und Infrastruktur
Tacherting befindet sich im Süden des Südostbayerischen Chemiedreiecks. Im Ortsteil Schalchen befinden sich die zwei wichtigsten Arbeitgeber: Zum einen die Linde AG (Werk Schalchen) mit zirka 800 Mitarbeitern. Hier verlassen oft Schwertransporte mit Wärmetauschern und Luftzerlegern das Werk Richtung Passau, um dann verschifft zu werden. Zum anderen befindet sich dort die AlzChem (Werk Schalchen – vormals Evonik, davor Degussa, davor SKW Trostberg Werk Schalchen) mit zirka 100 Mitarbeitern. Es existieren des Weiteren eine ganze Reihe von mittelständischen Unternehmen. Die Gemeinde selbst beschäftigt derzeit 50 Mitarbeiter. Im Norden Tachertings befindet sich ein bebaubares Gewerbegebiet (Lochner Feld) unmittelbar an der Bundesstraße B 299. Insgesamt stehen aktuell 4,3 ha baureife Gewerbe- und Wohnbauflächen zur Verfügung.
Im Ortsteil Tacherting sind die Discounter Edeka (Scherer) sowie Netto ansässig. An der B299 in der Ortsmitte von Tacherting befindet sich eine Sparkasse sowie eine meine Volksbank Raiffeisenbank eG.
In der Nähe der Alz befindet sich eine Kläranlage. Daran sind auch die Gemeinden Kienberg sowie Feichten an der Alz angeschlossen. Seit Juli 2011 befindet sich in Tacherting die erste Klärschlammvererdungsanlage in Oberbayern.
Energieerzeugung
Bei der Initiative Solarbundesliga belegte Tacherting in den Jahren 2011 und 2010 in der Kategorie Kleinstadt den 1. Platz. Die Gemeinde Tacherting rangiert aktuell in Bayern auf dem 19. Platz, in der deutschlandweiten Bundesliga auf dem 34. Platz. (Stand: 18. Dezember 2013)
Des Weiteren ist die Gemeinde in der europäischen Champions League für Erneuerbare Energien (RES Champions League) gelistet, in welcher Tacherting am 5. Juli 2012 in der Kategorie Solarenergie als beste Kleinstadt ausgezeichnet wurde. Bürgermeister Hans Hellmeier reiste nach Rom und nahm die Urkunde im römischen Senat entgegen.
Ebenso spielt die Wasserkraft durch die Nutzung des Flusses Alz im nördlichen Chiemgau eine entscheidende Rolle. Im Tachertinger Ortsteil Wajon befindet sich ein Wasserkraftwerk, welches von 1908 bis 1910 erbaut wurde und über eine Leistung von 8 MW verfügt.
Die Gemeinde Tacherting deckt schon heute ihren gesamten Strombedarf aus Erneuerbaren Energien. Hierbei deckt die Gemeinde über 400 % ihres eigenen Stromverbrauchs.
Gemeindefinanzen/Bautätigkeit
Das Gesamtvolumen des Haushalts 2014 der Gemeinde Tacherting beläuft sich auf 16,24 Millionen Euro. Der Verwaltungshaushalt beträgt hierbei 10,22 Millionen Euro, der Vermögenshaushalt 6,02 Millionen Euro. Die Einnahmen aus der Gewerbesteuer verdoppelten sich 2013 auf 7,02 Millionen Euro, für 2014 wurden 3,8 Millionen Euro veranschlagt. Der Gemeindeanteil an der Einkommensteuer beträgt im Haushalt 2014 2,46 Millionen Euro. Die Personalkosten betragen 1,84 Millionen Euro (19 % des Verwaltungshaushalts). Größere Ausgaben im Haushaltsjahr 2013 waren der Bau der neuen Gemeindeturnhalle (1,78 Millionen Euro), welche im Herbst 2013 samt Außenanlagen fertiggestellt wurde. Ein weiterer großer Posten war die Erschließung des Baugebietes Hüttinger Feld II im Westen Tachertings zwischen dem Edeka-Markt und dem Gemeindefriedhof. Das neue Baugebiet wurde ab Frühjahr 2013 erschlossen, hat eine Fläche von 2,6 Hektar und umfasst insgesamt 35 Parzellen. Aktuell (Februar 2014) sind bereits über 30 Parzellen verkauft worden. Seit September 2013 befinden sich bereits mehrere Wohnhäuser in Bau.
Die Verschuldung der Gemeinde (2014: 2,06 Millionen Euro) wird weiterhin zurückgeführt, 2005 betrug die Pro-Kopf-Verschuldung 706 Euro; Ende 2014 wird mit 374 Euro gerechnet. Die Rücklagen betragen im Haushaltsjahr 2014 6,7 Millionen Euro, werden jedoch bis 2017 auf 3,7 Millionen Euro zusammenschmelzen. Der Hebesatz der Gewerbesteuer beträgt aktuell 320 %, der Hebesatz der Grundsteuer A (land- und forstwirtschaftliche Flächen) ebenfalls 320 %, hier sind 85.000 Euro im Haushalt 2014 geplant, bei der Grundsteuer B (310 %) sind 490.000 Euro veranschlagt.

### Verkehr
Das Gemeindegebiet Tachertings wird hauptsächlich über die in Süd-Nord-Richtung im Alztal von Trostberg nach Altötting verlaufende B 299 erschlossen. Ebenfalls von Trostberg aus führt die Staatsstraße 2091 durch die westlichen Gemeindeteile Emertsham und Peterskirchen Richtung Waldkraiburg.
Mit der 1910 auf der gesamten Strecke fertiggestellten Traun-Alz-Bahn haben Tacherting, Schalchen und Wiesmühl über die Knoten Traunstein und Mühldorf über Garching an der Alz Anschluss an überregionale Netze.

### Bildung

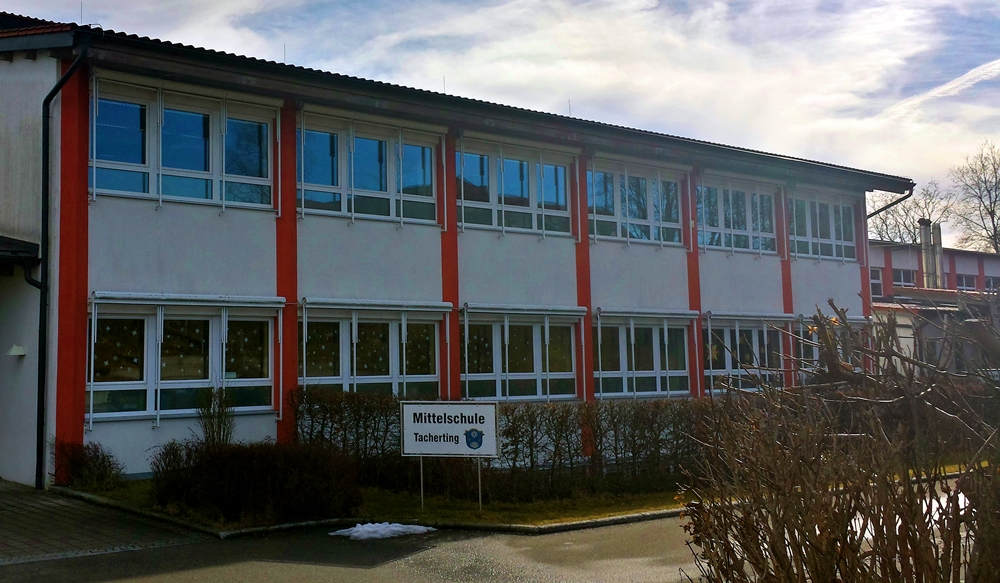
Mittelschule der Gemeinde Tacherting

Die Grund- und Mittelschule Tacherting, bestehend aus zwei getrennten Schulhäusern, wird seit dem 31. Juli 1974 inoffiziell auch Dr.-Leo-Mol-Schule genannt, denn dieser bekannte kanadische Künstler hat bei guten Kontakten mit verschiedenen Bürgern der Gemeinde eine Bärengruppe sowie eine Bronzefigur im Schwimmbad der Schule bzw. Gemeinde geschenkt. Die Grund- und Mittelschule besuchen zurzeit etwa 460 Schüler. Da in Bayern die Hauptschulen ab dem Schuljahr 2010/11 zur Mittelschule umgewandelt wurden, hat sich die Gemeinde Tacherting gemeinsam mit den Gemeinden Trostberg und Altenmarkt an der Alz zur Schaffung des Schulverbandes Mittelschule Alztal entschlossen. Im Gemeindeteil Peterskirchen befindet sich eine weitere Grundschule. Im Keller der Mittelschule Tacherting befindet sich die Gemeindebücherei, die aktuell mehr als 10.000 Bücher, Zeitschriften, CDs und DVDs zur Ausleihe bereithält.
In Emertsham befindet sich die größte Musikschule des Landkreises Traunstein, wo aktuell 528 Musikschüler von 19 Lehrkräften unterrichtet werden (Stand: 2011).
In der Gemeinde Tacherting gibt es derzeit vier Kindergärten: Pfarrkindergarten Tacherting, Kindergarten St. Vitus in Emertsham, Arbeiterwohlfahrt- und Waldkindergarten Tacherting.

## Persönlichkeiten

### Ehrenbürger
- 1. Dezember 1989: Gerhard Meister
- 1. Juli 2005: Rudolf Urbanek
- 18. Mai 2008: Irmgard Schwoshuber

### Söhne und Töchter der Gemeinde
- Bonaventura von Rauch (1740–1814), Offizier

### Mit der Gemeinde verbunden
- Armin Garnreiter (* 24. Juli 1958), Bogenschütze (FSG Tacherting), mehrfacher Deutscher Meister